# Октябрський (Ічалківський район)
Октя́брський (рос. Октябрьский, ерз. Октябрьский) — селище у складі Ічалківського району Мордовії, Росія. Входить до складу Ладського сільського поселення.

## Населення
Населення — 281 особа (2010; 279 у 2002).
Національний склад (станом на 2002 рік):
- росіяни — 86 %